# Oliver Kraas
Oliver Martin Kraas, né le 18 avril 1975 à Germiston, est un fondeur sud-africain.

## Biographie
Membre du club de Warmensteinach, en Allemagne, il participe aux compétitions officielles de la FIS à partir de 2003.
Oliver Kraas a participé à deux reprises aux Jeux olympiques : à Turin en 2006, où il se classe 57e de l'épreuve de sprint, puis à Vancouver en 2010 où il se classe 61e. Lors des jeux de 2010, il est aussi porte-drapeau de la délégation sud-africaine.
Il a également pris part à quatre éditions des Championnats du monde entre 2003 et 2009, obtenant comme meilleur résultat individuel une 46e place à Sapporo en 2007 sur le sprint classique. Dans la Coupe du monde, totalise 22 départs, dont le premier a eu lieu en janvier 2004 à Nové Město na Moravě et obtient son meilleur résultat en janvier 2006 au sprint d'Oberstdorf (38e).
Kraas obtient le meilleur résultat africain de l'histoire en ski de fond en terminant neuvième d'une manche de la Coupe du monde de rollerski en 2008 à Leipzig.

## Résultats olympiques
| Épreuve / Édition | Épreuve / Édition | Turin 2006                       | Vancouver 2010                   |
| Sprint Libre      | Sprint Libre      | 57e                              | Épreuve inexistante à cette date |
| Sprint Classique  | Sprint Classique  | Épreuve inexistante à cette date | 61e                              |
| 15 km Classique   | 15 km Classique   | Abandon                          | Épreuve inexistante à cette date |
| 50 km Libre       | 50 km Libre       | Abandon                          | Épreuve inexistante à cette date |